# 新機能主義
新機能主義（しんきのうしゅぎ、Neofunctionalism）とは、1950年代末にエルンスト・B・ハースらが機能主義を発展させて成立した国際関係論である。
新機能主義は、機能主義とは異なり、将来的に制度としての超国家機構の成立を目標としている。そのため、国家主権の制約も可能としており、既存の国家の枠組みを徐々に弱めていき、制度として統合を試みるという方法を採ることを想定している。

## 内容
新機能主義の考え方は、非政治的な領域において国際間の協力関係を築いていこうとする活動が、隣接する領域へと波及することになり、結果としてそれは政治的な領域に波及するというものである。
この「ある非政治的な領域での協力関係が深まると次第に隣接領域に波及していく」という考えを、一般にスピルオーバー仮説という。

## 新機能主義に基づく国際協力の事例
この新機能主義を発展させた、非論争的な領域における国家間協力と論争的領域との間の中間領域における国家間協力をも重視する考えが、1951年の欧州石炭鉄鋼共同体（ECSC）設立条約調印に始まる欧州統合に寄与している。

## 1960年代後半以降の新機能主義
1960年代後半以降の欧州統合の動きは、ハースの言う通りにはならなかった。経済面では欧州共同体（EC）と欧州経済領域（EEA）ができ、安全保障面では西欧同盟（WEU）と北大西洋条約機構（NATO）ができているように、当時の欧州は同じ領域も複数ある状況であったためである。
ECでは、各国の国益が優先される外交が行われたために論理の停滞を余儀なくされたが、1990年代に入って、複数の統合主体が並存するというようにイメージが変化しつつも再評価されるようになってきている。